# Черевики рибалки
«Черевики рибалки» (англ. The Shoes of the Fisherman) — фільм-драма 1968 року на основі роману австралійського письменника Моріса Уеста.

## Сюжет
На початку фільму, головного героя, Кирила Павловича Лакоту, Верховного митрополита Львівського, після 20-річного ув'язнення у сибірському трудовому таборі, несподівано звільняють. Це робить його колишній наглядач, а зараз — генсек ЦК КПСС Петро Ілліч Камєнєв (у фільмі його називають іноді ще «прем'єр-міністром»).
Кирило Лакота їде до Риму, де папа Пій XIII (авторський персонаж) висвячує його на кардинала Церкви святого Афанасія.
Після раптової смерті Папи зібрався конклав для виборів. В конклаві бере участь і кардинал Лакота. Найбільш ймовірними кандидатами є кардинал Леоне і кардинал Рінальді. Після семи нерезультативних голосувань кардинал Рінальді запропонував кандидатуру Лакоти. На наступному голосуванні кардинала Лакоту одноголосно вибирають новим Папою.
Тим часом в Китаї — голод, як наслідок торгових санкцій США проти КНР. Світ наближається до катастрофи — можлива термоядерна війна внаслідок різкого погіршення відносин між Китаєм і СРСР. Папа відвідує СРСР і зустрічається з генсеком Камєнєвим і головою КНР Пенгом, намагається відвернути війну.
Моріса Уеста надихнула історія життя Йосифа Сліпого. Митрополит (згодом Верховний архієпископ) Йосиф Сліпий відбув 18 років у сибірських таборах, куди його заслала радянська влада. Унаслідок численних заходів впливових осіб, на клопотання папи Івана XXIII, митрополита звільнили зі заслання у 1963 (рік публікації романа Моріса Уеста). Невдовзі по звільненню, митрополит прибув до Риму, звідки вже не повертався на територію СРСР через категоричну заборону радянської влади.

## У ролях
- Ентоні Квінн — Кирило Лакота/Папа Кирило I
- Лоуренс Олів'є — Петро Ілліч Каменєв
- Оскар Вернер — о. Дейвід Телемонд
- Дейвід Джансен — Джордж Фейбер
- Барбра Джефорд — д-р Рут Фейбер
- Вітторіо Де Сіка — Кардинал Рінальді
- Лео Маккерн — Кардинал Леоне
- Джон Ґілґад — Папа Піус XIII

## Нагороди
Фільм було номіновано на дві премії «Оскар» за найкращу музику (Алеск Норт) і за найкращу роботу художника-постановника (Джордж Девіс і Едвард Карфаґно).